# 卡爾皮利夫卡 (拉季維利夫區)
50°12′9″N 25°23′11″E / 50.20250°N 25.38639°E
卡爾皮利夫卡（烏克蘭語：Карпилівка），是烏克蘭西北部的村莊，隸屬里夫內州的杜布諾區。該村始建於1653年，面積0.99平方公里，海拔高度216米，2001年人口399，人口密度每平方公里403.7人。